# Bodzów
Bodzów – wieś w Polsce położona w województwie lubuskim, w powiecie nowosolskim, w gminie Bytom Odrzański.
W latach 1975–1998 miejscowość administracyjnie należała do województwa zielonogórskiego.

## Nazwa
W 1295 w kronice łacińskiej Liber fundationis episcopatus Vratislaviensis (pol."Księdze uposażeń biskupstwa wrocławskiego") miejscowość wymieniona jest w zlatynizowanej formie Besewa. Miejscowość nosiła również nazwy zgremanizowane Besau 1300, Bösau 1791–1937. Po dojściu do władzy narodowych socjalistów nazwę zmieniono na całkowicie niemiecką Friedrichslager 1938–1945. Po zakończeniu II wojny światowej miejscowość nazywała się Biazów 1945–1950, Bodzów od 1950.

## Historia
Pierwsze informacje źródłowe o wsi pojawiają się w 1305 roku. Wieś w tym czasie należała do dóbr kościelnych biskupstwa wrocławskiego. W późniejszych czasach wieś staje się własnością rycerską. W 1939 roku na terenie folwarku funkcjonował niewielki obóz dla polskich jeńców wojennych.

### Właściciele wsi
- 1305 – Biskupstwo wrocławskie
- 1450 – Phul
- początek XVI w. – Schawrke
- 1791 – von Kupperwolf
- 1845–1854 – Kampz
- 1854–1945 – von Kessel